# Ogwashi-Uku
Ogwashi-Uku és una ciutat anioma (igbos) del sud de Nigèria, situada a l'Estat del Delta, a l'oest de la capital estatal, Asaba. A la ciutat hi ha la seu de la LGA d'Aniocha South. Segons GeoNames la població d'Ogwashi-Uku era de 26.137 habitants.

## Edificis notables
El Jay Jay Okocha Stadium, l'oficina postal d'Ogwashi-Ukwu i el mercat d'Azungwu Abu Ano.

## Institucions
- Delta State Polytechnic.
- Adaigbo College.
- St Mary's Hospital, hospital de la diòcesi catòlica d'Issele-Uku.

## Fills il·lustres
- Chukuka Okonjo (1928-2019), demògraf i monarca de la vila
- Ngozi Okonjo-Iweala (1954- ), directora general de la OMC